# Eucla
Eucla é a localidade mais oriental na Austrália Ocidental, situada na região de Goldfields-Esperance, ao longo da Rodovia Eyre, a aproximadamente 11 km da divisa com a Austrália Meridional. No Censo de 2006, a população da localidade era de 86 habitantes. Também se caracteriza por ser a única localidade na Austrália Ocidental ao longo da Rodovia Eyre com visão direta para a Grande Baía Australiana em função de sua localização próxima ao Passo de Eucla, no qual a rodovia sai e passa acima da bacia conhecida como Roe Plains, situada entre os passos de Madura e Eucla.

## História
Acredita-se que o nome Eucla tenha se originado da palavra aborígene "Yinculyer", referida como sendo a Estrela d'alva. Em 1841, [Edward John Eyre tornou-se o primeiro explorador a passar pela região. Em 1867, o presidente do Conselho Marítimo da Austrália Meridional descobriu um porto natural em Eucla e em 1870, John Forrest acampou na região por quase duas semanas. Em 1873, foi iniciada a ocupação da área na estação de Moopina, próxima à atual localização, iniciando-se o trabalho de expansão de uma linha telegráfica entre Albany e Adelaide. Houve a designação de um terreno em Eucla para o estabelecimento de uma estação repetidora manual: com a inauguração da linha em 1877, Eucla tornou-se uma das mais importantes estações telegráficas da linha. A importância da estação era devida por ser um ponto de conversão em função de a Austrália Meridional e Victória usarem o Código Morse americano (localmente conhecido como  Victorian alphabet) enquanto a Austrália Ocidental usava o Código Morse internacional, que se estabeleceu como padrão mundial. Um pequeno caminho de ferro foi construído para o transporte das cargas que chegavam por mar a partir de um molhe na costa. A localidade foi elevada a município em 1885 e atingiu seu auge na década de 1920, antes da construção uma nova linha telegráfica mais ao norte, ao longo da Ferrovia Trans-Australiana, em 1929.
Na década de 1890 uma praga de coelhos passou pela região e devorou a vegetação da duna de Delisser Sandhills, desestabilizando assim o sistema de dunas e fazendo com que a areia invadisse e tomasse conta da vila original, que foi subsequentemente abandonada, com uma nova vila construída a 4 km ao norte e numa localização mais alta na escarpa. As ruínas da estação telegráfica ainda estão de pé entre as dunas, constituindo-se numa atração turística local.
Muitas das famílias pioneiras e muitos primeiros operadores do telégrafo estão sepultados em Eucla, mas como as dunas soterraram os túmulos, algumas das lápides foram removidas e podem ser vistas no museu em Eucla. A população de Eucla era de 96 habitantes (82 homens e 14 mulheres) em 1898.
Em 1971, a mídia mundial deu publicidade à vila após reportagens e fotografias publicadas a respeito de uma moça loira seminua que se tornara selvagem e passara a viver entre os cangurus, que veio a se tornar conhecida como a "Ninfa de Nullarbor". Tal história provou-se um embuste criado pelos moradores de Eucla.

## Atualidade

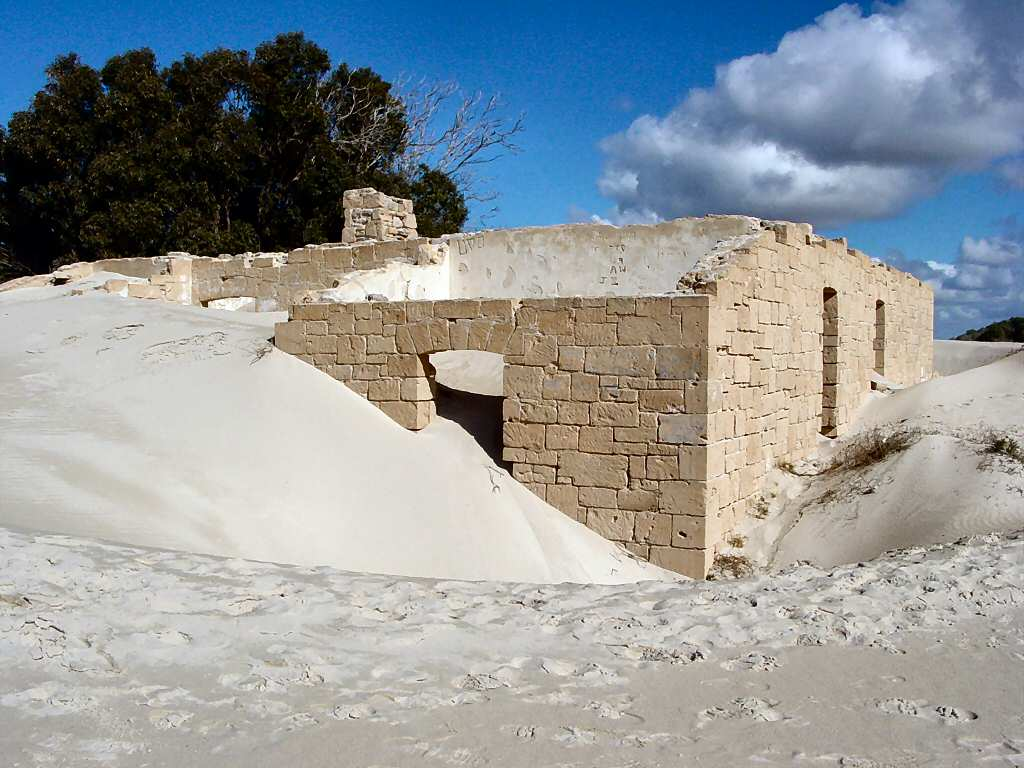
A antiga estação de telégrafo.

Eucla é o principal ponto de parada entre Norseman, em direção a Perth, e Penong, na Austrália Meridional, para os viajantes da Rodovia Eyre. A cidade possui um hotel e um restaurante, um clube de golfe (7 km ao norte), um museu dedicado à antiga estação telegráfica e uma estação meteorológica. Junto com a pesca, estas são as principais atividades de Eucla. Há um Cruzeiro dos Viajantes, que ao contrário do que o nome supõe, homenageia os falecidos da região.

## Fuso Horário
Eucla e a região em volta, especialmente Mundrabilla e Madura, usam o horário Centro-Ocidental equivalente a UTC+8:45. Ainda que oficiosamente, seu uso é observado universalmente na região, indo até a região de Caiguna.

## Transporte
Eucla é um ponto de apoio principal ao longo da Rodovia Eyre. Em outubro de 2005, a Greyhound Australia encerrou seu serviço de ônibus na região da Planície de Nullarbor em função dos custos do combustível crescentes e da demanda decrescente.

## Clima
Eucla possui um clima semiárido com invernos suaves e verões quentes, ainda que dias muito quentes possam acontecer quando sopram ventos vindos do norte, com origem no Grande Deserto de Vitória. Para um clima semiárido, a umidade em Eucla é consideravelmente alta ao longo de todo o ano, em função da proximidade com a costa oceânica. Apesar de sua proximidade com o deserto, a localidade em média possui apenas 94,4 de céu claro por ano, menos que cidades com climas tipicamente oceânicos, como Sydney e Wollongong na costa leste australiana.
As temperaturas médias máximas variam entre 25 °C e 26 °C de dezembro a março a 18 °C em julho. A precipitação média anual é de 273,5 mm, distribuída de forma mais ou menos equânime ao longo do ano, com os totais médios mensais variando entre 15,2 mm em janeiro e 31,3 mm em maio. A temperatura máxima absoluta foi de 48,2 °C em 4 de janeiro de 2013.
O recorde absoluto da temperatura no mês de dezembro na Austrália foi batido em 19 de dezembro de 2019 quando os termómetros atingiram os 49,8 graus na localidade de Eucla.
| Dados climatológicos para Eucla, Austrália Ocidental             | Dados climatológicos para Eucla, Austrália Ocidental | Dados climatológicos para Eucla, Austrália Ocidental | Dados climatológicos para Eucla, Austrália Ocidental | Dados climatológicos para Eucla, Austrália Ocidental | Dados climatológicos para Eucla, Austrália Ocidental | Dados climatológicos para Eucla, Austrália Ocidental | Dados climatológicos para Eucla, Austrália Ocidental | Dados climatológicos para Eucla, Austrália Ocidental | Dados climatológicos para Eucla, Austrália Ocidental | Dados climatológicos para Eucla, Austrália Ocidental | Dados climatológicos para Eucla, Austrália Ocidental | Dados climatológicos para Eucla, Austrália Ocidental | Dados climatológicos para Eucla, Austrália Ocidental |
| Mês                                                              | Jan                                                  | Fev                                                  | Mar                                                  | Abr                                                  | Mai                                                  | Jun                                                  | Jul                                                  | Ago                                                  | Set                                                  | Out                                                  | Nov                                                  | Dez                                                  | Ano                                                  |
| ---------------------------------------------------------------- | ---------------------------------------------------- | ---------------------------------------------------- | ---------------------------------------------------- | ---------------------------------------------------- | ---------------------------------------------------- | ---------------------------------------------------- | ---------------------------------------------------- | ---------------------------------------------------- | ---------------------------------------------------- | ---------------------------------------------------- | ---------------------------------------------------- | ---------------------------------------------------- | ---------------------------------------------------- |
| Temperatura máxima recorde (°C)                                  | 48,2                                                 | 47,4                                                 | 44,2                                                 | 40,4                                                 | 36,5                                                 | 33,3                                                 | 28,3                                                 | 33,1                                                 | 40,0                                                 | 42,9                                                 | 44,5                                                 | 47,5                                                 | 48,2                                                 |
| Temperatura máxima média (°C)                                    | 25,9                                                 | 25,7                                                 | 25,2                                                 | 23,6                                                 | 21,7                                                 | 18,7                                                 | 18,0                                                 | 19,2                                                 | 21,4                                                 | 23,2                                                 | 24,3                                                 | 24,9                                                 | 22,6                                                 |
| Temperatura mínima média (°C)                                    | 16,6                                                 | 17,0                                                 | 15,9                                                 | 13,4                                                 | 10,6                                                 | 8,2                                                  | 7,0                                                  | 7,5                                                  | 9,2                                                  | 11,3                                                 | 13,4                                                 | 15,0                                                 | 12,1                                                 |
| Temperatura mínima recorde (°C)                                  | 3,5                                                  | 7,8                                                  | 6,7                                                  | 2,0                                                  | 0,0                                                  | 0,0                                                  | −0,6                                                 | 0,0                                                  | 1,1                                                  | 1,5                                                  | 4,1                                                  | 6,9                                                  | −0,6                                                 |
| Precipitação (mm)                                                | 15,2                                                 | 18,4                                                 | 22,8                                                 | 26,7                                                 | 31,3                                                 | 30,1                                                 | 25,3                                                 | 25,9                                                 | 22,5                                                 | 18,3                                                 | 18,3                                                 | 18,4                                                 | 273,5                                                |
| Dias com precipitação (0,2)                                      | 3,6                                                  | 4,7                                                  | 6,3                                                  | 7,7                                                  | 10,3                                                 | 10,5                                                 | 10,2                                                 | 9,8                                                  | 8,2                                                  | 6,5                                                  | 5,5                                                  | 4,8                                                  | 88,1                                                 |
| Umidade relativa (%)                                             | 64                                                   | 65                                                   | 65                                                   | 62                                                   | 59                                                   | 59                                                   | 58                                                   | 57                                                   | 57                                                   | 59                                                   | 61                                                   | 63                                                   | 61                                                   |
| Fonte: Australian Bureau of Meteorology, 12 de fevereiro de 2016 |                                                      |                                                      |                                                      |                                                      |                                                      |                                                      |                                                      |                                                      |                                                      |                                                      |                                                      |                                                      |                                                      |

## Galeria

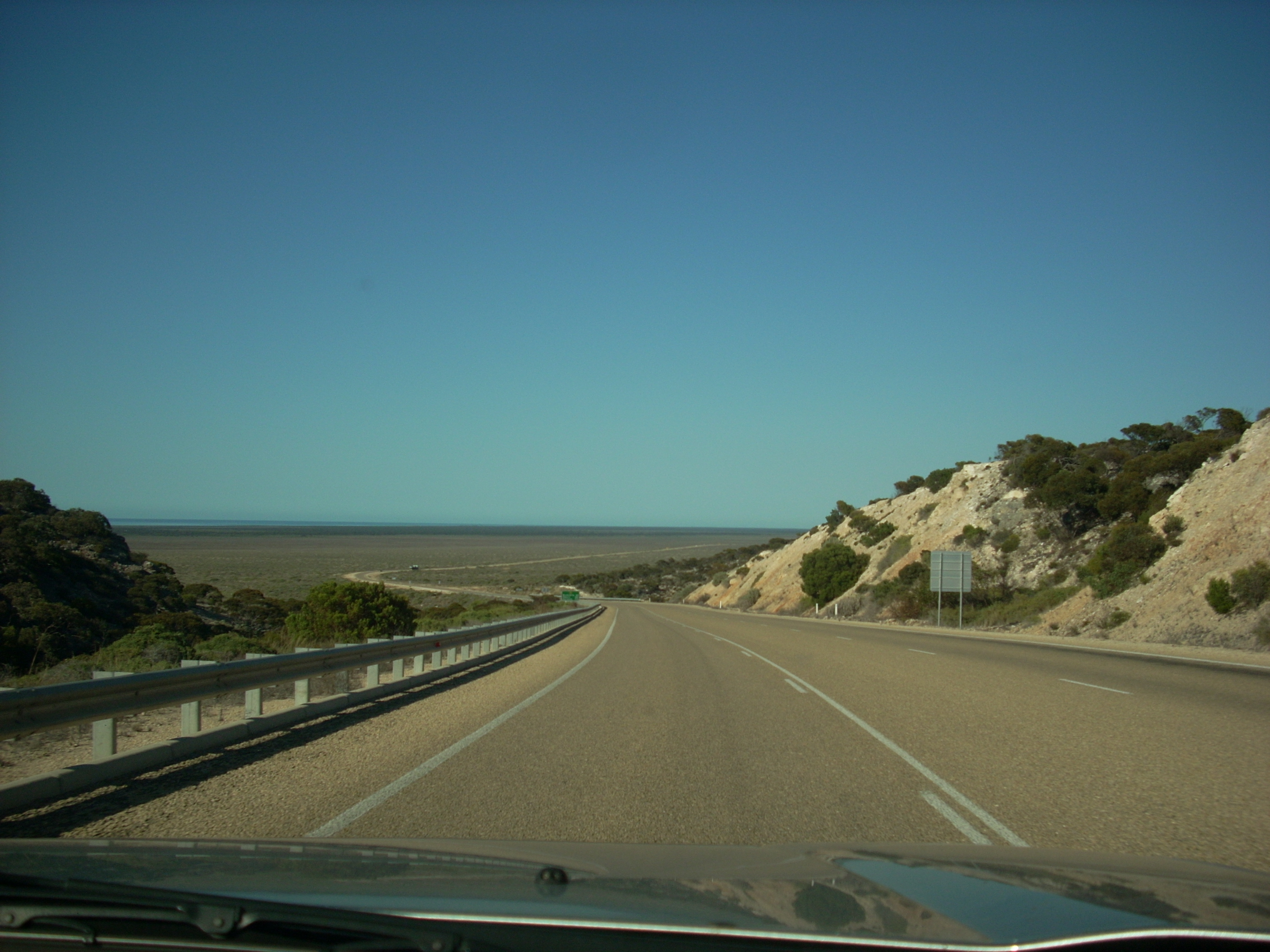
Passo de Eucla.
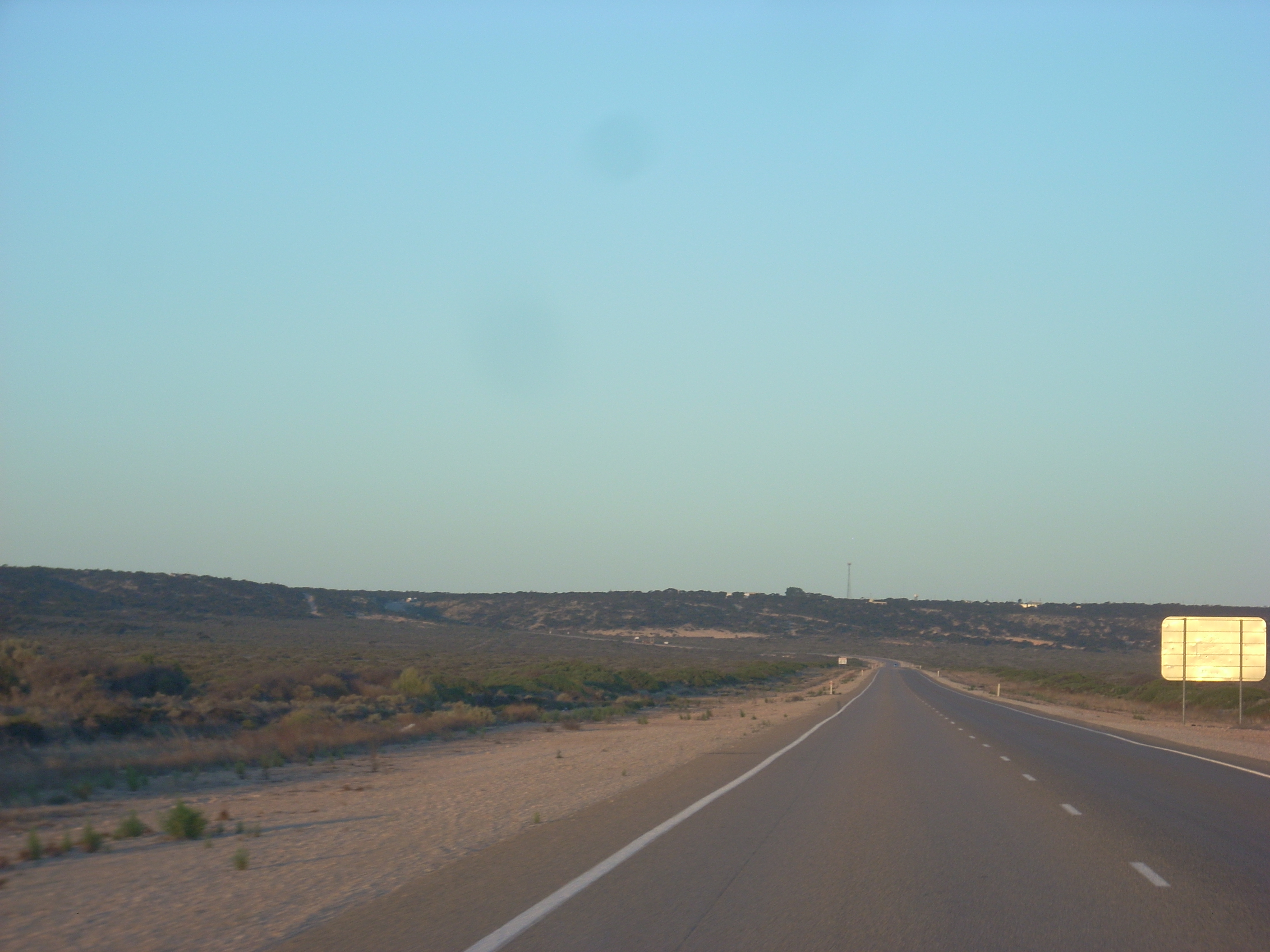
O Passo de Eucla visto a partir do oeste.
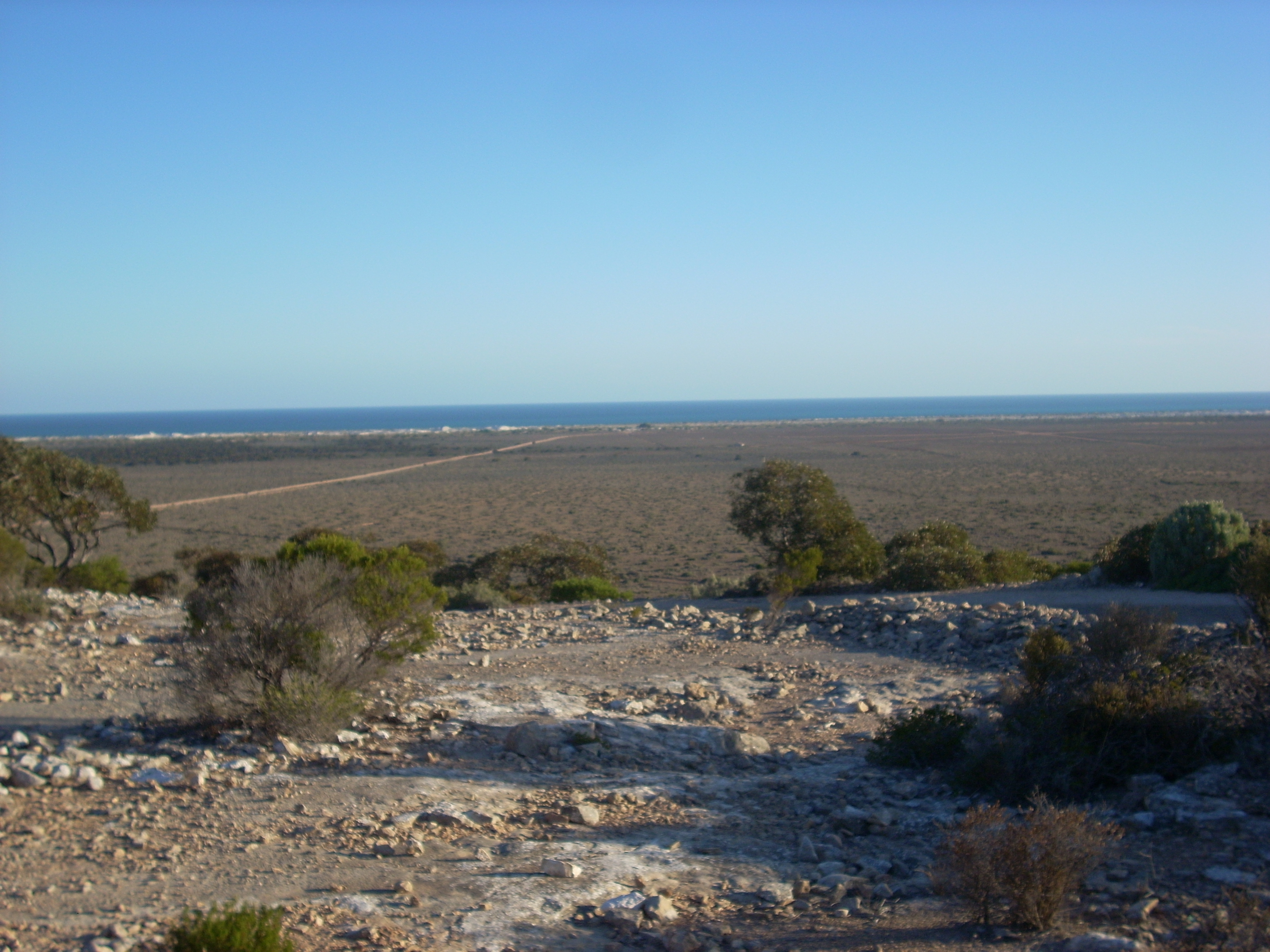
Vista da costa sul australiana a partir do Passo de Eucla.